# Haynes Automobile Company

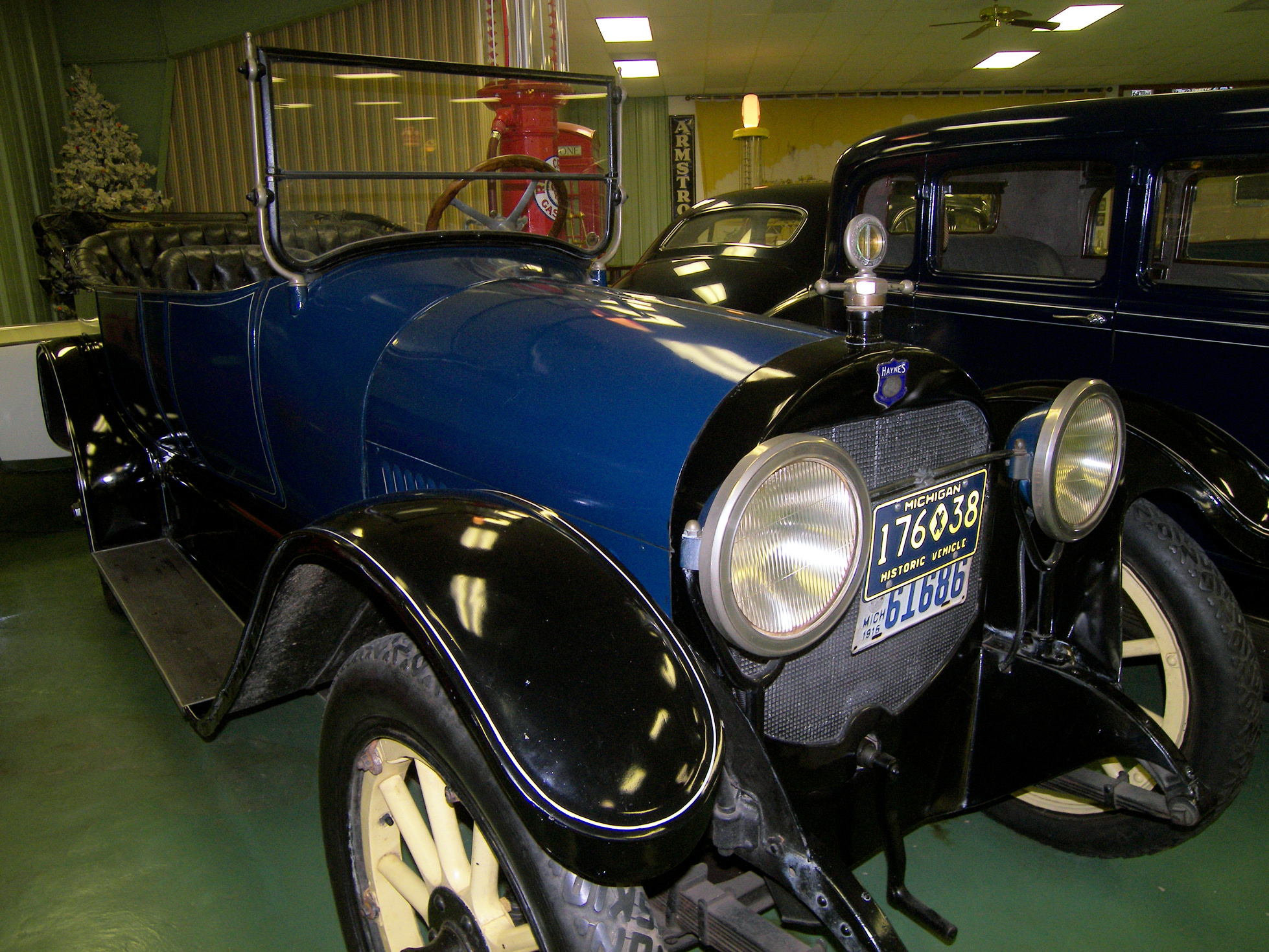
Une Haynes de 1916.

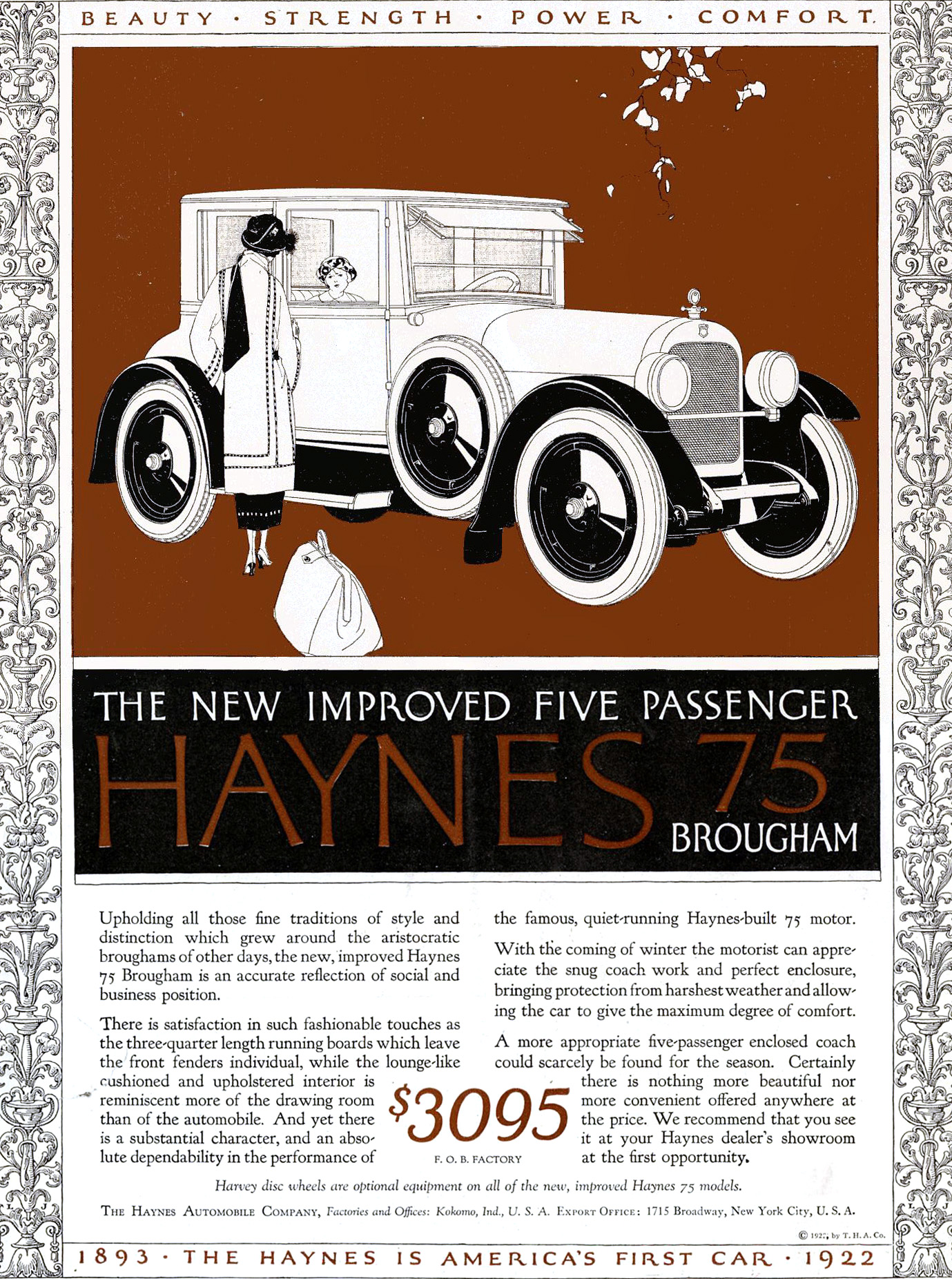
Publicité pour une Haynes Brougham de 1922.

La Haynes Automobile Company est une entreprise de fabrication d'automobiles américaine, basée à Kokomo,  dans l'Indiana, active de 1905 à 1924. De 1896 à 1905, la société est d'abord connue sous le nom Haynes-Apperson. Le cofondateur Elwood Haynes change le nom après le départ de ses cofondateurs Elmer et Edgar Apperson pour former Apperson Brothers Automobile Company en 1901. L'entreprise se déclare en faillite en 1924 et cesse ses activités en 1925.

## Histoire
À partir de 1914, Haynes commercialise un light six à 1485 $. La société présente ce modèle comme "le plus grand light six des Amériques [...] pouvant parcourir 22 à 25 miles en un seul plein d'essence [...] avec un cheval-vapeur pour 55 livres de poids".
En 1916, Haynes présente le modèle "Light Twelve" ainsi qu'une nouvelle série "Light Six", les modèles 36 et 37.
En 1923, juste avant de faire faillite, Haynes présente le modèle 57, avec un empattement de 121 pouces (3073 mm), une berline quatre portes et cinq places, un coupelet trois places et un roadster deux places,.

## The Haynes Pioneer
The Haynes Pioneer est le magazine officiel de l'usine Haynes Automobile Company. Il a été nommé d'après la première voiture d'Elwood Haynes, le Haynes "Pioneer" de 1894.

## Dans la culture populaire
La vedette de cinéma Cleo Madison est propriétaire d'un Haynes "Light Six" , tout comme le compositeur et producteur Louis F. Gottschalk.
Un des personnages du film pornographique A Free Ride (ca. 1915) conduit une voiture de tourisme de marque Haynes 50-60, modèle Y de 1912 avec conduite à droite.

## Sources
- Clymer, Floyd. Treasury of Early American Automobiles, 1877-1925. [Trésor des premières automobiles américaines, 1877-1925]. New York: Bonanza Books, 1950.
- Musée national d'histoire américaine: l'Amérique en mouvement